# Ryder (Dakota du Nord)
Pour les articles homonymes, voir Ryder.
La ville de Ryder est située dans le comté de Ward, dans l’État du Dakota du Nord, aux États-Unis. Sa population s’élevait à 85 habitants lors du recensement de 2010, estimée à 77 habitants en 2018.

## Histoire
Ryder a été fondée en 1906.

## Démographie
| 1910 | 1920 | 1930 | 1940 | 1950 | 1960 |
| ---- | ---- | ---- | ---- | ---- | ---- |
| 338  | 483  | 457  | 467  | 330  | 264  |

| 1970 | 1980 | 1990 | 2000 | 2010 | - |
| ---- | ---- | ---- | ---- | ---- | - |
| 211  | 158  | 121  | 92   | 85   | - |

## Source
- (en) Cet article est partiellement ou en totalité issu de l’article de Wikipédia en anglais intitulé « Ryder, North Dakota » (voir la liste des auteurs).